# 科系
科系，其中科，指的是高級職業學校、專科學校與工業學院的教學單位；系可細分為系與學系；系，狹義而言則只單指科技大學、技術學院之教學單位，廣義而言指的是大學、學院、科技大學、技術學院內的教學單位；而學系則特指大學或學院的教學單位，科技大學與技術學院之教學單位則不得稱作學系。科與系經常連稱，用於稱呼高職、專科學校、大學、學院、科技大學與技術學院內的教學單位。近年來被教育部所引進的學位學程之制度，由於所提供之學位與課程與一般科系無異，因此口語中的科系也經常包含學位學程。
在大學與科技大學之中，每三個性質相近之科系可組成一間學院；學院與技術學院之內性質相近的科系，則可組成一個學群。科系之下可依照科系性質設立相關的分組，如應用外語系之下可能會有英語組和日語組。
本條目列出了台灣現時各大專院校的科系。

## 常見科系列表

### 教育

#### 綜合教育
- 教育學系
- 課程設計與潛能開發學系
- 教育與潛能開發學系
- 教育與學習科技學系
- 國際文教與比較教育學系
- 教育心理與輔導學系
- 教育心理與諮商學系

#### 特殊教育
- 特殊教育學系

#### 普通科目教育
- 公民教育與活動領導學系
- 公共事務與公民教育學系
- 社會教育學系
- 社會科教育學系
- 人類發展與家庭學系
- 華語文教學（學）系
- 英語教學系
- 兒童英語教育學系
- 外語教學系
- 語文教育學系
- 中國語文教育學系
- 自然科學教育學系
- 數學暨資訊教育學系
- 數學教育學系
- 資訊教育學系
- 科學應用與推廣學系
- 科學教育與應用學系

#### 專業科目教育
- 健康促進與衛生教育學系
- 工業教育學系
- 工業科技教育學系
- 工業教育與技術學系
- 商業教育學系
- 醫護教育暨數位學習系
- 藝術與藝術教育學系
- 視覺藝術教育學系
- 美勞教育學系
- 音樂教育學系
- 體育學系

#### 學前教育
- 兒童發展與家庭教育學系
- 幼兒與家庭教育學系
- 兒童英語教育學系
- 兒童教育暨事業經營系
- 幼兒教育學系

#### 成人教育
- 成人及繼續教育學系
- 成人教育與人力發展學系

#### 教育行政
- 教育行政與管理學系
- 教育政策與行政學系
- 教育經營與管理學系
- 教育領導與科技發展學士學位學程

#### 教育科技
- 教育科技學系
- 數位學習設計與管理學系
- 數位學習科技學系
- 數位媒體與文教產業學系
- 學習與媒材設計學系
- 學習科學學士學位學程

#### 其他
- 科技應用與人力資源發展學系
- 教育與未來設計學系
- 科學傳播學系

### 語言

#### 亞洲

##### 中國語文
- 中國語文學系
- 中國文學（學）系
- 中國文學與應用學系
- 國文學系
- 國語文學系
- 文學系
- 應用中國文學系
- 應用中文（學）系
- 中國語文教育學系
- 中華文化與傳播學系

##### 華語文
- 應用華語文（學）系
- 華文文學系
- 華語文學系
- 華語文教學（學）系
- 數位應用華語文學系
- 應用華語（學）系
- 華文傳播與創意系
- 國際華語與文化學系

##### 臺灣語文
- 臺灣語文與傳播學系
- 臺灣文學系
- 臺灣語文學系
- 臺灣語言學系

##### 日本語文
- 日本語文（學）系
- 日本語言文化學系
- 應用日語（學）系
- 應用日文（學）系

##### 亞洲其他語文
- 阿拉伯語文學系
- 韓國語文學系
- 土耳其語文學系
- 東方語文學系
- 俄國語文學系
- 斯拉夫語文學系

#### 歐洲
- 歐洲語文學系

#### 英美
- 英語學系
- 英文學系
- 英國語文（學）系
- 英美語文學系
- 英美語言文化學系
- 應用英語（學）系
- 兒童英語教育學系
- 英語教學系
- 商務暨觀光英語系
- 觀光英語系
- 休閒英語系

#### 德國
- 德國語文（學）系
- 德國文化學系
- 德語語文學系
- 應用德語系

##### 歐洲其他語文
- 西班牙語文（學）系
- 法國語文（學）系
- 義大利語文學系

#### 其他
- 語言學系
- 翻譯（學）系
- 語文與創作學系
- 語文教育學系
- 外語教學系
- 應用外國語言學系
- 應用外國語文學系
- 應用外語（學）系
- 外國語文學系
- 西洋語文學系
- 民族語言與傳播學系
- 外語服務產業學士學位學程

### 人文、宗教

#### 人文
- 人類學系
- 人類發展學系
- 人文社會學系
- 人文與資訊學系
- 哲學系
- 哲學與生命教育學系
- 應用哲學系
- 生死學系
- 生命禮儀學位學程
- 生命關懷事業學士學位學程

#### 文化創意產業
- 文化創意系
- 文化事業發展系
- 文化創意產業系
- 文化創意事業系
- 文化資產維護系
- 文化創意與設計系
- 文化觀光產業學系
- 文化資產與創意學系
- 文化創意與觀光學系
- 文化創意產業經營學系
- 文化創意事業管理學系
- 文化創意與數位媒體設計系
- 文化創意產業設計與營運學系
- 文化創意與數位行銷學系
- 數位文藝系
- 創意生活設計系
- 生活創意設計系
- 美術與文創學系
- 華文傳播與創意系
- 創意產業經營學位學程
- 文創與數位多媒體系
- 文化創意產業學士學位學程
- 旅遊文化發展系
- 茶文化事業經營管理系
- 臺灣文化創意產業學士學位學程
- 歐洲文化與旅遊學士學位學程
- 藝術創意與設計學士學位學程
- 茶文化與事業經營學士學位學程
- 文創產業國際人才學士學位學程
- 創意產業與數位電影學士學位學程
- 文化創意設計與數位整合學位學程
- 藝術與文化創意進修學士學位學程
- 原住民文化創意產業學士學位學程
- 美術工藝文化創意產業學士學位學程
- 海洋文創設計產業學士學位學程
- 動漫文創學士學位學程

#### 區域研究
- 臺灣文化學系
- 東亞學系
- 東南亞學系
- 東亞文化暨發展學系
- 社會發展學系
- 文化與自然資源學系
- 區域人文社會學系
- 環境與文化資源學系
- 社會與區域發展學系
- 區域與社會發展學系
- 東南亞語言與文化學士學位學程
- 東南亞文化與產業學士學位學程
- 東南亞經貿與數位金融管理學士學位學程
- 原鄉發展跨領域學士學位學程

#### 宗教學
- 宗教學系
- 宗教與文化學系
- 神學系
- 佛教學系
- 宗教文化與組織管理學系
- 宗教文化與資訊管理學系
- 哲學與宗教學系
- 基督教博雅學系
- 生命與宗教學系
- 天主教研修學士學位學程
- 一貫道學系

### 社會、社會服務及行為科學

#### 社會學
- 社會學系
- 社會暨政策科學學系
- 應用社會學系
- 未來與樂活產業學系
- 未來學系
- 樂活生命文化學系

#### 社會工作
- 社會福利學系
- 社會工作（學）系
- 社會政策與社會工作學系
- 社會工作與兒童少年福利學系
- 醫學社會學與社會工作學系
- 醫學社會暨社會工作學系
- 社會福利與社會工作學系
- 社會工作與服務管理系
- 健康照顧社會工作系
- 社會工作學士學位學程

#### 民族學
- 民族學系
- 族群關係與文化學系
- 民族事務與發展學系
- 民族社會工作學士學位學程

#### 歷史學
- 歷史學系
- 應用歷史學系
- 歷史與地理學系
- 史學系

#### 地理學
- 地理環境資源學系
- 地理學系
- 歷史與地理學系

#### 政治學
- 政治學系
- 政治經濟學系
- 全球政治經濟學系

#### 公共行政
- 公共行政學系
- 地政學系
- 公共行政暨政策學系
- 公共行政與政策學系
- 行政管理學系
- 社會暨公共事務學系
- 行政管理暨政策學系
- 公共政策與管理學系
- 公共事務學系
- 公共事務管理學系
- 市政學系

#### 國際事務
- 外交學系
- 外交與國際關係學系
- 國際事務系
- 國際事務與企業學系
- 國際與兩岸事務學系
- 國際暨大陸事務學系
- 國際企業管理與大陸經貿系
- 全球政治經濟學系
- 國際事務與外交學士學位學程
- 兩岸經貿學位學程

#### 財政學與財務金融
- 財政學系
- 財稅學系
- 財政稅務學系
- 財務管理（學）系
- 財務金融（學）系
- 財務金融技術學系
- 財務資訊與金融系
- 資訊與財金管理系
- 資訊管理與財務金融學系
- 金融（學）系
- 金融與合作經營學系
- 金融管理（學）系
- 金融與國際企業學系
- 計量財務金融學系
- 應用財務金融系
- 應用財務管理系
- 財富與稅務管理系
- 理財經營管理系
- 理財與稅務規劃系
- 國際財務金融學系
- 財務工程與精算學士學位學程
- 國際金融管理學士學位學程
- 國際財務金融學士學位學程
- 國際財務與商務管理學士學位學程
- 財務金融國際學士學位學程
- 國際金融學士學位學程
- 商管學院全球財務管理全英語學士學位學程

#### 經濟學
- 經濟學系
- 應用經濟學系
- 合作經濟學系
- 政治經濟學系
- 全球政治經濟學系
- 產業經濟學系
- 休閒產業經濟學系

#### 心理學
- 心理學系
- 諮商心理學系
- 諮商與臨床心理學系
- 臨床與諮商心理學系
- 諮商與輔導學系
- 教育心理與輔導學系
- 諮商與工商心理學系
- 輔導與諮商學系
- 心理與諮商學系
- 諮商與應用心理學系
- 生死與健康心理諮商系
- 心理及社會工作學系
- 臨床心理學系
- 心理輔導學系
- 社會心理學系
- 健康心理學系
- 應用心理學系
- 終身學習與諮商心理學系
- 諮商心理與人力資源發展學系

#### 其他
- 客家語文暨社會科學學系
- 勞工關係學系
- 犯罪防治學系
- 民族發展與社會工作學系
- 公共與文化事務學系

### 法律
- 法律學系
- 法律學士學位學程
- 資訊法律系
- 政治法律學系
- 財經法律（學）系
- 財金法律學系
- 財稅法律學系
- 經貿法務學系
- 公共事務法律學系
- 海洋法政學士學位學程

### 商業與管理

#### 商學
- 商學系
- 統計學系
- 資訊經營學系
- 管理學士學位學程
- 商業管理學士學位學程
- 全球商務學士學位學程
- 寰宇管理學士學位學程
- 國際商務學士學位學程

#### 會計學
- 會計（學）系
- 會計與資訊科技學系
- 會計資訊（學）系
- 會計暨稅務學系
- 會計與資訊學系

#### 貿易學
- 國際經營與貿易學系
- 國際貿易與經營系
- 國際商務（學）系
- 國際貿易（學）系
- 國際貿易運籌系
- 國際商務與行銷系
- 國際行銷與運籌學系
- 國際行銷系
- 運籌管理系
- 供應鏈管理系

#### 企業管理
- 企業管理（學）系
- 企業經營管理系
- 企業管理國際學士學位學程
- 企業與創業管理學系
- 企業管理學士學位學程
- 管理科學（學）系
- 事業經營學系
- 經營管理（學）系
- 經營決策系
- 經營與管理學系
- 亞太工商管理學系
- 工商管理學系
- 產業創新與經營學系
- 創新與創業管理系
- 創新創業經營系
- 國際企業（學）系
- 國際企業管理（學）系
- 國際企業經營（學）系
- 國際企業與貿易系
- 國際經營管理學位學程
- 國際企業與貿易學士學位學程
- 商學院企業管理國際學士學位學程
- 創新產業經營學士學位學程
- 經營管理學士學位學程

#### 行銷與流通
- 行銷學系
- 行銷管理（學）系
- 流通管理系
- 行銷與流通管理（學）系
- 行銷與物流管理學系
- 流通與行銷管理系
- 運籌與科技管理學系
- 行銷與運籌學系
- 物流管理系
- 電視與網路行銷管理系
- 設計行銷系
- 國際行銷系
- 文化創意與數位行銷學系
- 創業與行銷學士學位學程
- 數位行銷學士學位學程

#### 物業管理
- 不動產與城鄉環境學系
- 營建管理學系
- 營建與物業學系
- 房地產經營學系
- 房地產及建設系
- 資產與物業管理系
- 不動產經營系
- 物業經營與管理系
- 房地產開發與管理系
- 房仲與物業管理系
- 不動產投資與經營學位學程

#### 人力資源管理
- 人力資源發展系
- 人力資源暨公共關係學系
- 人力資源管理與發展系
- 諮商心理與人力資源發展學系
- 科技應用與人力資源發展學系

#### 風險管理
- 風險管理學系
- 風險管理與保險學系
- 保險金融管理系
- 保險學系
- 健康風險管理學系
- 金融與風險管理系

#### 資訊管理
- 資訊管理（學）系
- 巨量資料管理學院學士學位學程

#### 科技商務
- 電子商務管理學系
- 電子商務學系
- 商業自動化與管理系
- 科技管理學系
- 商務科技管理系
- 多媒體與行動商務學系
- 行動商務與多媒體應用學系
- 企業電子化學位學程
- 雲端科技與商務應用學士學位學程
- 電子商務創新應用學士學位學程
- 網路與數位媒體應用學士學位學程
- 行動裝置與傳播媒體應用學士學位學程
- 智慧生活科技學士學位學程

#### 財政學與財務金融
- 財政學系
- 財稅學系
- 財政稅務學系
- 財務管理（學）系
- 財務金融（學）系
- 財務金融技術學系
- 財務資訊與金融系
- 資訊與財金管理系
- 資訊管理與財務金融學系
- 金融（學）系
- 金融與合作經營學系
- 金融管理（學）系
- 金融與國際企業學系
- 計量財務金融學系
- 應用財務金融系
- 應用財務管理系
- 財富與稅務管理系
- 理財經營管理系
- 理財與稅務規劃系
- 國際財務金融學系
- 財務工程與精算學士學位學程
- 國際金融管理學士學位學程
- 國際財務金融學士學位學程
- 國際財務與商務管理學士學位學程
- 財務金融國際學士學位學程
- 國際金融學士學位學程
- 商管學院全球財務管理全英語學士學位學程

#### 經濟學
- 經濟學系
- 應用經濟學系
- 合作經濟學系
- 政治經濟學系
- 全球政治經濟學系
- 產業經濟學系
- 休閒產業經濟學系

#### 醫務管理
- 醫務管理（學）系
- 醫務管理暨醫療資訊學系
- 醫療資訊與管理學系
- 醫療暨健康產業管理系
- 醫療產業科技管理學系
- 健康產業管理學系
- 健康事業管理系
- 健康與美容事業管理學系

#### 其他
- 工業管理與經營資訊學系
- 創新設計與創業管理系
- 工業與資訊管理學系
- 應用經濟與管理學系
- 非營利事業管理學系
- 社會與安全管理學系
- 安全科技與管理系
- 海洋資源管理學系
- 生物事業管理學系
- 娛樂事業管理學系
- 生產事業管理學系
- 休閒資訊管理學系
- 文教事業管理學系
- 土地管理學系
- 土地管理與開發學系
- 時尚經營管理系
- 時尚經營系
- 知識管理學系
- 管理與資訊系
- 傳播管理學系
- 新媒體暨傳播管理學系
- 連鎖加盟經營管理學位學程
- 文教事業管理學位學程
- 國際專案管理學位學程
- 微型創業管理學位學程
- 管理科學與財金國際學士學位學程
- 時尚與創意產業品牌建構及經營管理學士學位學程
- 時尚產業經營管理學士學位學程
- 演藝與時尚事業學士學位學程

### 理學
- 數學系
- 商用數學系
- 應用數學系
- 物理學系
  - 物理學系光電物理組
- 應用物理系
- 電子物理學系
- 化學系
- 應用化學系
- 地質學系
- 地球科學系
- 大氣科學系
- 海洋科學系
- 海洋環境學系
- 海洋資源學系
- 環境生物漁業科學學系

### 工業工程

#### 工程管理類
- 工業工程學系
- 工業管理學系
- 工業工程與管理學系
- 工業工程與工程管理學系
- 工業工程與系統管理學系
- 工業工程與經營資訊學系
- 科技工程管理學系
- 工業與資訊管理學系

#### 工程科學類
- 工程科學系
- 工程與系統科學系
- 工程科學及海洋工程學系

#### 水利、土木、營建類
- 水利及海洋工程學系
- 水利工程與資源保育學系
- 土木工程學系
- 土木與空間資訊系暨營建工程研究所
- 土木與水資源工程學系
- 土木與生態工程學系
- 土木與防災工程學系
- 土木與環境工程學系
- 建設與專案管理學系
- 營建工程學系
- 營建科技系

#### 航空飛行工程類
- 飛機修護系
- 飛機工程系
- 航空機械系
- 航空電子系
- 航空光機電系
- 機械及航太工程學系
- 航太與系統工程學系
- 航空太空工程學系

#### 船舶輪機工程類
- 輪機工程（學）系
- 系統及船舶機電工程學系
- 系統工程暨造船學系
- 造船工程學系

#### 車輛工程類
- 車輛工程系
- 車輛與能源工程學士學位學程

#### 機械工程類
- 機械系
- 機械工程（學）系
- 模具工程系
- 動力機械工程學系
- 動力及系統工程學系
- 機械與自動化工程學系
- 機械與電腦輔助工程學系
- 機械與機電工程學系
- 機械設計學系
- 自動化工程學系
- 自動控制工程學系
- 機電工程學系
- 機電科技學系
- 機械設計工程系

#### 電機電子類、資訊工程類
- 電機工程（學）系
- 電機與控制工程系
- 電子工程系
- 微電子工程學系
- 應用電子科技學系
- 冷凍空調與能源學系
- 電信工程學系
- 通訊工程學系
- 通訊與導航工程學系
- 電腦與通訊工程學系
- 電腦與通訊學系
- 光電工程與科學系
- 光電工程學系
- 光學科技學系
- 光電與通訊工程學系
- 資訊科學與工程學系
- 資訊工程學系
- 資訊科學系
- 電腦應用工程學系
- 資訊創新與科技學系
- 測量及空間資訊學系
- 車用電子學士學位學程

#### 化工材料類
- 化學工程學系
- 材料科學與工程學系
- 材料科學系
- 材料工程學系
- 應用材料及光電工程學系
- 化學工程與材料工程學系
- 化工與材料工程學系
- 化學工程與材料科學系
- 應用化學及材料工程學系
- 材料與光電工程學系
- 應用材料及光電工程學系
- 資源工程學系
- 紡織工程學系
- 纖維與複合材料學系
- 材料與纖維學系
- 高分子工程學系
- 高分子材料學系

#### 環境工程類
- 環境工程學系
- 環境工程與科學系
- 環境工程與管理學系
- 環境資訊及工程學系
- 環境與能源學系
- 水資源及環境工程學系
- 環境與安全衛生工程學系

#### 生物工程類
- 生物機電工程學系
- 生物環境工程學系
- 生物環境系統工程學系
- 生物產業機電工程學系
- 生醫工程與環境科學系
- 生物醫學工程學系

#### 生醫工程類
- 生物醫學工程系
- 生物醫學科學學系
- 生物醫學暨環境生物學系
- 生物與醫學資訊學系
- 生物醫學系

### 農業與林業
- 水產養殖學系
- 森林學系
- 園藝學系
- 農藝學系
- 農業化學系
- 農業推廣學系
- 農產運銷學系
- 精緻農業學系
- 畜產學系

### 生命科學
- 生物學系
- 生命科學系
- 動物學系
- 植物學系
- 分子生物學系
- 昆蟲學系
- 微生物學系
- 植物病蟲害學系
- 生物工程學系

### 醫藥護理衛生

#### 營養學
- 營養學系
- 營養科學系
- 保健營養學系
- 保健營養生技（學）系
- 食品營養學系
- 食品營養與保健生技學系

#### 公共衛生
- 公共衛生學系
- 健康管理學系
- 職業安全衛生學系
- 職業安全與衛生學系
- 職業安全與衛生學系
- 職業安全衛生系

#### 醫學技術與檢驗
- 醫學檢驗生物技術系
- 醫學影像暨放射科學系
- 醫學影像暨放射技術系
- 醫學生物技術暨檢驗學系
- 生物醫學影像暨放射科學系
- 醫學資訊學系
- 視光（學）系

#### 醫學美容
- 保健美容學系
- 健康美容系
- 香妝與養生保健學士學位學程

#### 復健醫學
- 物理治療（學）系
- 職能治療學系
- 物理治療暨輔助科技學系
- 運動醫學系
- 語言治療與聽力學系
- 聽力暨語言治療學系

#### 醫學
- 醫學系
- 中醫學系
- 醫學科學系

#### 牙醫學
- 牙醫學系
- 口腔衛生學系
- 牙體技術學系
- 牙體技術暨材料系

#### 獸醫
- 獸醫學系

#### 藥學
- 藥學系
- 藥用植物與保健學系
- 醫藥暨應用化學系
- 醫學應用化學系
- 中國藥學暨中藥資源學系
- 醫藥化學系
- 製劑製造工程系
- 藥用植物與保健應用學士學位學程
- 藥粧生技產業學士學位學程

#### 護理
- 護理（學）系
- 助產系
- 助產及婦女健康照護系
- 呼吸治療學系
- 呼吸照護學系
- 呼吸照護技術學系
- 腎臟照護學系
- 健康照護管理學系
- 高齡及長期照護事業系
- 高齡健康照護系
- 長期照護（學）系
- 長期照護學位學程
- 長期照顧學位學程
- 老人護理暨管理學系
- 老人長期照顧學位學程
- 高齡福祉事業管理學士學位學程
- 高齡服務學士學位學程

### 兒童保育
- 幼兒保育系
- 嬰幼兒保育系
- 兒童與家庭學系
- 家庭研究與兒童發展學系
- 兒童與家庭服務系
- 兒童服務系
- 兒童服務產業學位學程

### 藝術

#### 音樂
- 音樂學系
- 傳統音樂學系
- 民族音樂學系
- 戲曲音樂學系
- 音樂應用學系
- 應用音樂學系
- 中國音樂學系
- 西洋音樂學系
- 音樂教育學系
- 流行音樂產業系
- 流行音樂產業管理系
- 流行音樂學士學位學程
- 流行音樂創作學士學位學程
- 流行音樂事業學士學位學程

#### 美術
- 美術學系
- 應用美術系
- 雕塑學系
- 書畫藝術學系
- 美術教育學系
- 美術產業學系

#### 舞蹈
- 舞蹈學系
- 體育舞蹈學系
- 運動藝術學系
- 休閒舞蹈系

#### 戲劇
- 戲劇學系
- 劇場設計學系
- 民俗技藝學系
- 歌仔戲學系
- 劇場藝術學系
- 客家戲學系
- 中國戲劇學系
- 戲劇創作與應用學系
- 京劇學系

#### 表演藝術
- 演藝事業系
- 表演藝術系
- 演藝事業學士學位學程
- 表演藝術學士學位學程
- 演藝與時尚事業學士學位學程

#### 藝術設計
- 藝術與設計學系
- 藝術與創意設計學系
- 藝術與造形設計學系
- 工藝與創意設計學系
- 視覺藝術與設計學系
- 藝術創意與設計學士學位學程

#### 其他
- 藝術學系
- 藝術與藝術教育學系
- 藝術史學系
- 新媒體藝術學系
- 古蹟藝術修護學系
- 造型藝術學系
- 材質創作與設計學系
- 藝術創意產業學系
- 藝術創意與發展學系
- 藝術管理與藝術經紀系
- 民族藝術學系
- 視覺藝術學系
- 視覺與媒體藝術學系
- 漫畫學士學位學程
- 漫畫系
- 動漫文創學士學位學程

### 觀光餐旅

#### 觀光事業
- 觀光（學）系
- 觀光管理（學）系
- 國際觀光學士學位學程
- 國際觀光管理學系
- 觀光事業（學）系
- 觀光事業管理系
- 文化觀光產業學系
- 文化觀光產業學士學位學程
- 海洋觀光管理學士學位學程
- 觀光暨服務產業學士學位學程
- 行銷與觀光管理學系
- 觀光規劃學士學位學程

#### 餐旅管理
- 餐旅管理系
- 餐旅經營系
- 餐旅事業管理系
- 觀光餐旅系
- 餐旅管理學士學位學程
- 國際觀光餐旅學系

#### 餐飲廚藝
- 廚藝學系
- 餐飲系
- 餐飲廚藝系
- 西餐廚藝系
- 中餐廚藝系
- 烘焙管理（學）系
- 廚藝管理系
- 餐飲管理學系
- 餐飲廚藝管理系
- 餐旅與烘焙管理系
- 健康餐飲暨產業管理學系
- 健康與創意素食產業學系
- 烘焙創意與經營管理學士學位學程
- 烘焙暨飲料調製學士學位學程
- 國際廚藝學士學位學程
- 餐飲管理及廚藝學位學程
- 日式廚藝學士學位學程
- 婚宴創新研發學士學位學程

#### 旅館管理
- 旅館管理系
- 旅館管理學位學程
- 旅館事業管理學士學位學程
- 旅館事業管理系
- 觀光與旅館學系
- 飯店管理學系

#### 會展產業
- 餐旅暨會展行銷管理系
- 觀光與會展學系
- 旅館與會展管理系
- 餐旅行銷管理系
- 會展與觀光系
- 旅館會展系
- 會議展覽服務業(專業人員)學位學程
- 會議展覽管理學士學位學程
- 會議展覽與國際行銷學位學程
- 餐旅與會展經營學位學程
- 節慶暨婚禮企劃管理學士學位學程
- 國際觀光與會展學士學位學程
- 國際會展管理學學士學位學程
- 會展暨文創事業管理學士學位學程

#### 休閒遊憩與旅遊
- 觀光休閒系
- 觀光與休閒事業管理系
- 觀光暨休閒遊憩學系
- 觀光與遊憩管理系
- 觀光旅遊（學）系
- 觀光旅遊管理系
- 觀光遊憩系
- 觀光與遊憩事業經營學位學程
- 觀光旅遊學士學位學程
- 休閒產業經濟學系
- 休閒管理學系
- 休閒事業管理系
- 休閒遊憩系
- 休閒暨遊憩管理系
- 休閒遊憩事業學系
- 休閒遊憩規劃與管理學系
- 休閒遊憩管理學系
- 休閒與遊憩管理學系
- 休閒與遊憩事業管理系
- 休閒遊憩與旅運管理學系
- 旅運管理系
- 旅遊與休閒娛樂管理系
- 旅遊管理（學）系
- 國際渡假旅遊學系
- 旅遊文化發展系
- 旅遊與觀光學士學位學程
- 旅遊事業管理系
- 海洋休閒管理系
- 海洋休閒觀光系
- 遊輪休閒事業管理學位學程
- 旅遊文化與健康產業學士學位學程

#### 其他
- 觀光數位知識學系
- 數位旅遊管理系
- 生態觀光經營學系
- 觀光與生態旅遊系
- 觀光與餐飲旅館學系
- 觀光與休閒管理系
- 休閒與觀光管理系
- 觀光休閒與餐旅管理學系

### 傳播

#### 資訊傳播
- 資訊傳播（學）系
- 資訊傳播工程學系
- 資訊管理與傳播系
- 傳播與科技學系
- 數位資訊傳播學系
- 數位內容應用與管理系
- 數位內容科技系

#### 圖書資訊
- 圖書資訊學系
- 圖書館學系
- 數位圖書資訊學系
- 資訊與圖書館學系

#### 圖文傳播
- 圖文傳播暨數位出版學系
- 圖文傳播藝術學系
- 圖文傳播學系
- 攝影學士學位學程
- 印刷學系
- 印刷攝影學系
- 印刷藝術學系
- 平面傳播科技學系
- 文學與平面傳播學系

#### 大眾傳播
- 大眾傳播學系
- 傳播學系
- 傳播藝術（學）系
- 傳播學士學位學程
- 傳播藝術學士學位學程
- 大眾傳播學士學位學程
- 新聞與大眾傳播學士學位學程

#### 新聞
- 新聞學系
- 新聞傳播學系
- 廣播與電視新聞學系

#### 廣播電視
- 廣播電視電影學系
- 廣播電視學系
- 電影學系
- 電影創作學系
- 電影與電視學系
- 視訊傳播系
- 視訊傳播設計系
- 影像傳播學系
- 影視傳播系
- 影視藝術系
- 影視設計系
- 影劇藝術學系
- 視聽傳播系
- 電影與創意媒體學系
- 創意產業與數位電影學士學位學程

#### 公共關係
- 公共關係暨廣告（學）系
- 創意公共傳播設計系
- 公關事務設計系
- 公共傳播學系

#### 廣告
- 廣告學系
- 廣告傳播學系
- 廣告暨策略行銷學系
- 數位行銷與廣告系

#### 其他
- 口語傳播學系
- 口語傳播暨社群媒體學系
- 傳播管理學系
- 新媒體暨傳播管理學系
- 英語暨傳播應用學系
- 科普傳播學系
- 科學傳播學系
- 傳播匯流與創新管理學士學位學程
- 全媒體學士學位學程

### 設計

#### 視覺傳達設計
- 視覺傳達設計（學）系
- 視覺設計學系
- 商業設計（學）系
- 商業經營與設計系
- 商業設計管理系
- 創新設計與創業管理系

#### 數位多媒體設計
- 媒體傳達設計學系
- 媒體設計科技學系
- 媒體設計學系
- 多媒體動畫系
- 多媒體動畫設計系
- 多媒體動畫應用系
- 多媒體動畫藝術學系
- 多媒體暨影音設計系
- 多媒體設計系
- 多媒體與遊戲設計系
- 多媒體與動畫設計學系
- 多媒體與電腦娛樂科學系
- 多媒體與遊戲發展科學系
- 多媒體與遊戲發展管理系
- 動畫學系
- 動畫遊戲設計學系
- 動畫與遊戲設計系
- 動畫與遊戲軟體設計學系
- 數位媒體設計（學）系
- 數位媒體設計與管理系
- 數位多媒體設計（學）系
- 數位動漫設計系
- 數位動畫設計系
- 數位內容設計系
- 數位內容設計與管理學系
- 數位科技設計系
- 數位科技應用系
- 數位設計系
- 數位設計與資訊管理系
- 數位遊戲與動畫設計系
- 數位娛樂創意系
- 數位娛樂與遊戲設計學系
- 數位遊戲軟體設計系
- 數位遊戲設計系
- 資訊與多媒體設計學系
- 資訊模擬與設計學系
- 資訊與設計學系
- 資訊傳播設計系
- 視聽資訊設計學系
- 遊戲創作系
- 遊戲與動畫設計系
- 遊戲與產品設計系
- 遊戲藝術與設計系
- 網路多媒體設計學系
- 娛樂數位系
- 互動娛樂設計系
- 創意產品與遊戲設計系
- 電競數位遊戲與動畫設計系
- 文化創意設計與數位整合學士學位學程
- 文化創意與數位媒體設計系
- 文創與數位多媒體系
- 數位內容創作學士學位學程
- 數位內容科技管理學位學程
- 多媒體數位內容學位學程
- 多媒體動畫遊戲學位學程
- 軟體工程與數位創意學士學位學程

#### 空間設計
- 空間設計（學）系
- 室內設計（學）系
- 室內空間設計學系
- 建築（學）系
- 建築與古蹟維護系
- 建築與環境設計系
- 建築與室內設計系
- 建築及都市設計（學）系
- 建築與都市計畫學系
- 建築設計學系
- 建築與景觀學系
- 景觀與遊憩學士學位學程
- 景觀（學）系
- 景觀設計學系
- 景觀建築與管理學系
- 園境建築學系
- 景觀建築學系
- 景觀設計學系
- 景觀及都市設計系
- 景觀與環境設計學系
- 都市計劃學系
- 都市計畫與景觀學系
- 市政暨環境規劃學系
- 都市計畫與空間資訊學系
- 都市規劃與防災學系
- 城市規劃及設計系
- 城市發展學系
- 土木與防災設計系
- 資產管理與城市規劃學系
- 綠環境設計學系
- 營建與空間設計系
- 數位空間與商品設計學士學位學程

#### 工業設計
- 造形設計學系
- 應用設計學系
- 工業設計（學）系
- 商品設計（學）系
- 工業產品設計學系
- 生活產品設計系
- 創新產品設計系
- 創意產品設計系
- 創意商品設計（學）系
- 創意產品與遊戲設計系
- 科技商品設計系
- 流行商品設計系
- 創意商品設計與管理系
- 商品開發與設計（學）系
- 電腦輔助工業設計系
- 創新設計工程系
- 數位空間與商品設計學士學位學程

#### 工藝設計
- 陶瓷創意設計系
- 珠寶技術系
- 珠寶（學）系
- 流行工藝設計系
- 工藝設計學系
- 美術工藝系
- 臺灣文化創意產業學士學位學程
- 藝術產業學士原住民專班

#### 時尚設計
- 時尚設計（學）系
- 時尚造形學系
- 時尚造型設計（學）系
- 時尚造型設計管理系
- 時尚造形設計系
- 時尚設計與管理系
- 時尚設計與創業學系
- 時尚創意設計與管理系
- 時尚展演事業學位學程
- 時尚造型表演系
- 時尚美容應用系
- 時尚美妝設計系
- 時尚美容設計系
- 時尚美容藝術與保健管理學士學位學程
- 流行時尚造型設計系
- 時尚美容造型設計系
- 美容系
- 美容造型設計系
- 美髮造型設計系
- 美容美髮造型設計系
- 美容流行設計系
- 流行設計系
- 創意流行時尚設計系
- 服裝設計學系
- 服飾設計系
- 服飾設計管理系
- 服飾設計與經營學系
- 織品服裝學系

#### 其他
- 設計（學）系
- 互動設計（學）系
- 數位時尚設計學系
- 工商業設計系
- 產品與媒體設計學系
- 遊戲與產品設計系
- 時尚生活創意設計系
- 設計行銷系
- 行銷創意設計系
- 婚禮企劃與設計系
- 應用美術學系
- 應用藝術學系
- 應用藝術與設計學系
- 應用設計學系
- 美術工藝系
- 創意設計系
- 創意設計與建築學系
- 工藝與創意設計學系
- 傳統工藝與創意設計學系
- 智慧生活設計學系
- 攝影與VR設計學系
- 教育與未來設計學系
- 創意設計學士學位學程
- 創新設計與管理學士學位學程
- 綠色產品設計學士學位學程
- 造紙科技暨包裝設計學士學位學程
- 醫療器材設計與材料學士學位學程
- 創新互動設計學士學位學程
- 數位空間與商品設計學士學位學程
- 演藝與時尚事業學士學位學程

### 化妝品
- 香妝品學系
- 藥用化妝品學系
- 化粧品科學系
- 化妝品應用系
- 化妝品應用與管理系
- 化粧品應用與管理系
- 化妝品與時尚彩妝系
- 化妝品應用學士學位學程

## 外部連結
- 漫步在大學－大學校系查詢系統 （页面存档备份，存于）
- 技訊網 （页面存档备份，存于）
- 102學年度大學校院一覽表